# Campeonato da Europa de Corta-Mato de 2010
O Campeonato da Europa de Corta-Mato de 2010 foi a  17º edição da competição organizada pela Associação Europeia de Atletismo no dia 12 de dezembro de 2010. Teve como sede Albufeira em Portugal.

## Resultados
Esses foram os resultados do campeonato. 

### Sênior masculino 9870 m
Individual
| Posição           | Atleta            | Nacionalidade | Tempo |
| ----------------- | ----------------- | ------------- | ----- |
| Medalha de ouro   | Serhiy Lebid      | Ucrânia       | 29:15 |
| Medalha de prata  | Ayad Lamdassem    | Espanha       | 29:18 |
| Medalha de bronze | Yousef El Kalai   | Portugal      | 29:19 |
| 4                 | Abdellatif Meftah | França        | 29:21 |
| 5                 | Morhad Amdouni    | França        | 29:21 |
| 6                 | Andrea Lalli      | Itália        | 29:28 |
| 7                 | Eduardo Mbengani  | Portugal      | 29:29 |
| 8                 | Rui Pedro Silva   | Portugal      | 29:32 |
| 9                 | Jesús España      | Espanha       | 29:32 |
| 10                | Mokhtar Benhari   | França        | 29:34 |
| 11                | Yevgeniy Rybakov  | Rússia        | 29:35 |
| 12                | Steffen Uliczka   | Alemanha      | 29:36 |

Equipe
| Posição           | Equipe                                                                  | Pontos |
| ----------------- | ----------------------------------------------------------------------- | ------ |
| Medalha de ouro   | França · Meftah · Amdouni · Benhari · Driss El Himer                    | 33     |
| Medalha de prata  | Portugal · El Kalai · Mbengani · Rui Pedro Silva · Rui Silva            | 35     |
| Medalha de bronze | Espanha · Lamdassem · España · Ricardo Serrano · Francisco Javier López | 58     |
| 4                 | Itália                                                                  | 96     |
| 5                 | Reino Unido                                                             | 99     |
| 6                 | Rússia                                                                  | 106    |
| 7                 | Irlanda                                                                 | 142    |
| 8                 | Dinamarca                                                               | 181    |

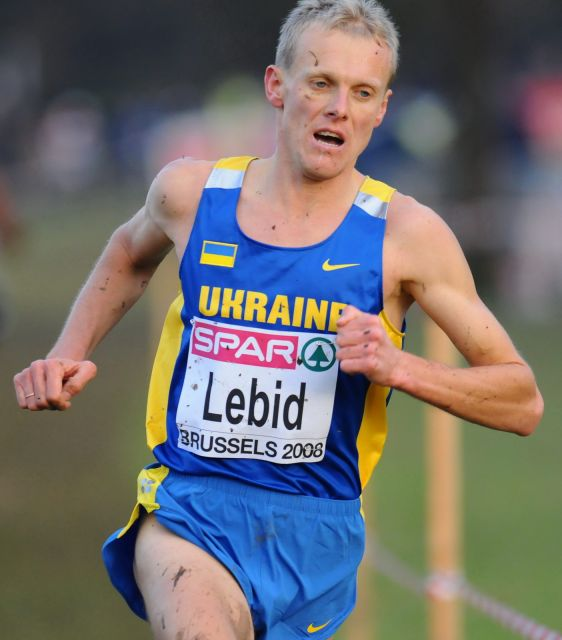
Serhiy Lebid levou o título masculino pela nona vez.

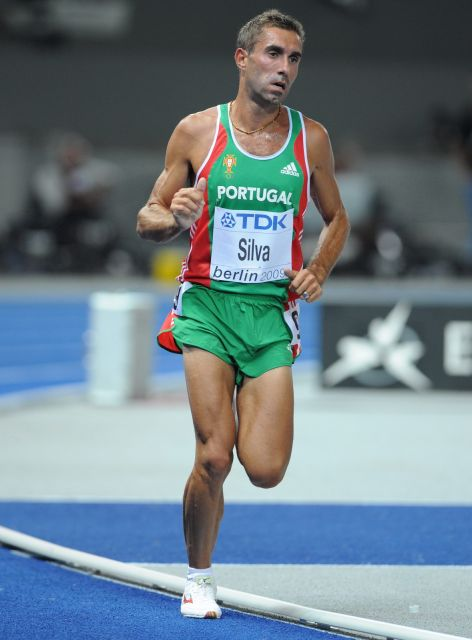
Rui Pedro Silva foi oitavo e ganhou uma medalha de prta na equipe masculina.

- Totais: 75 participantes, 74 entradas, 71 finalistas, 10 equipes.

### Sênior feminino 8170 m
Individual
| Posição           | Atleta                | Nacionalidade | Tempo |
| ----------------- | --------------------- | ------------- | ----- |
| Medalha de ouro   | Jéssica Augusto       | Portugal      | 26:52 |
| Medalha de prata  | Binnaz Uslu           | Turquia       | 26:57 |
| Medalha de bronze | Ana Dulce Félix       | Portugal      | 26:59 |
| 4                 | Fionnuala Britton     | Irlanda       | 26:59 |
| 5                 | Tetyana Holovchenko   | Ucrânia       | 27:04 |
| 6                 | Marisa Barros         | Portugal      | 27:06 |
| 7                 | Hatti Dean            | Reino Unido   | 27:08 |
| 8                 | Alessandra Aguilar    | Espanha       | 27:09 |
| 9                 | Sara Moreira          | Portugal      | 27:26 |
| 10                | Ana Dias              | Portugal      | 27:27 |
| 11                | Fatiha Klilech-Fauvel | França        | 27:27 |
| 12                | Maria Sig Møller      | Dinamarca     | 27:31 |

Equipe
| Posição           | Equipe                                                                | Pontos |
| ----------------- | --------------------------------------------------------------------- | ------ |
| Medalha de ouro   | Portugal · Augusto · Félix · Barros · Moreira                         | 19     |
| Medalha de prata  | Reino Unido · Dean · Louise Damen · Stephanie Twell · Helen Clitheroe | 65     |
| Medalha de bronze | Espanha · Aguilar · Diana Martín · Nuria Fernández · Irene Pelayo     | 72     |
| 4                 | França                                                                | 79     |
| 5                 | Rússia                                                                | 101    |
| 6                 | Irlanda                                                               | 132    |
| 7                 | Itália                                                                | 147    |

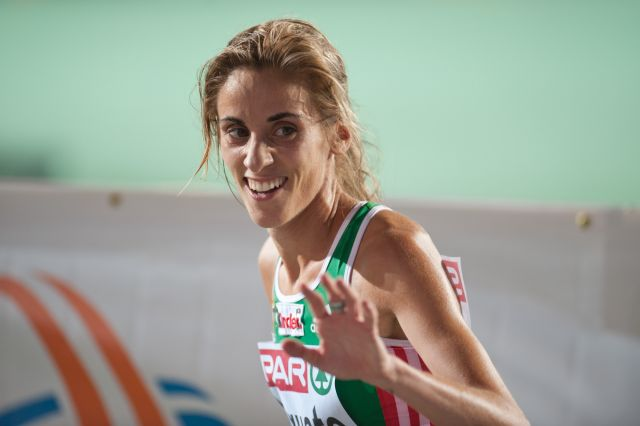
A vencedora da corrida, Jessica Augusto, também levou Portugal ao título por equipe.

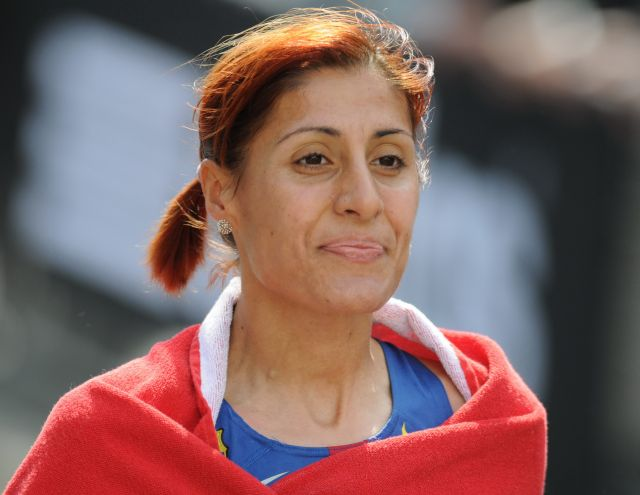
A equipe espanhola foi levada para o bronze por Alessandra Aguilar.

- Totais: 49 inscritos, 49 entradas, 47 finalistas, 7 equipes.

### Sub-23 masculino  8170 m
Individual
| Posição           | Atleta           | Nacionalidade | Tempo |
| ----------------- | ---------------- | ------------- | ----- |
| Medalha de ouro   | Hassan Chahdi    | França        | 24:11 |
| Medalha de prata  | Florian Carvalho | França        | 24:14 |
| Medalha de bronze | Yegor Nikolayev  | Rússia        | 24:15 |
| 4                 | Jeroen d'Hoedt   | Bélgica       | 24:23 |
| 5                 | Ricardo Mateus   | Portugal      | 24:25 |
| 6                 | Siarhei Platonau | Bielorrússia  | 24:28 |
| 7                 | Tiago Costa      | Portugal      | 24:32 |
| 8                 | Sindre Buraas    | Noruega       | 24:34 |
| 9                 | Ricky Stevenson  | Reino Unido   | 24:34 |
| 10                | Florian Orth     | Alemanha      | 24:44 |
| 11                | David McCarthy   | Irlanda       | 24:46 |
| 12                | Sebastián Martos | Espanha       | 24:47 |

Equipe
| Posição           | Equipe                                                                | Pontos |
| ----------------- | --------------------------------------------------------------------- | ------ |
| Medalha de ouro   | Irlanda · McCarthy · Brendan O'Neill · Michael Mulhare · David Rooney | 60     |
| Medalha de prata  | França · Chahdi · Carvalho · Abdelatif Hadjam · Etienne Diemunsch     | 78     |
| Medalha de bronze | Espanha · Martos · Antonia Abadía · Javier García · Víctor Corrales   | 79     |
| 4                 | Reino Unido                                                           | 104    |
| 5                 | Noruega                                                               | 112    |
| 6                 | Bélgica                                                               | 114    |
| 7                 | Portugal                                                              | 133    |
| 8                 | Alemanha                                                              | 134    |

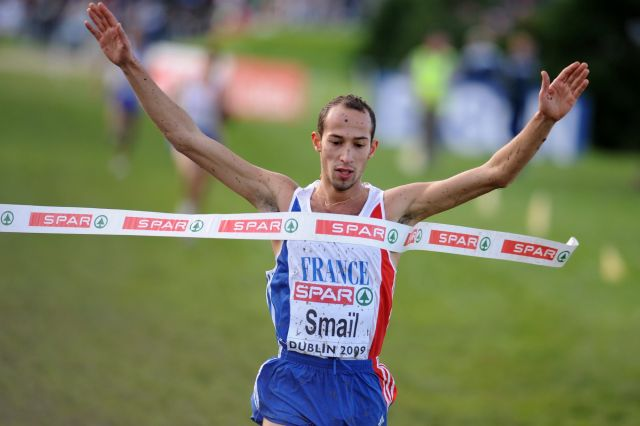
Noureddine Smaïl da França venceu sua primeira grande competição de corta mato no sub-23.

- Totais: 102 inscritos, 102 entradas, 96 finalistas, 16 equipes.

### Sub-23 feminino  6070 m
Individual
| Posição           | Atleta                | Nacionalidade | Tempo |
| ----------------- | --------------------- | ------------- | ----- |
| Medalha de ouro   | Meryem Erdoğan        | Turquia       | 20:08 |
| Medalha de prata  | Cristina Jordán       | Espanha       | 20:17 |
| Medalha de bronze | Emma Pallant          | Reino Unido   | 20:28 |
| 4                 | Ganna Nosenko         | Ucrânia       | 20:36 |
| 5                 | Roxana Birca          | Roménia       | 20:39 |
| 6                 | Sandra Eriksson       | Finlândia     | 20:41 |
| 7                 | Nathalie Gray         | Reino Unido   | 20:43 |
| 8                 | Viktoriya Pogorielska | Ucrânia       | 20:46 |
| 9                 | Yektarina Gorbunova   | Rússia        | 20:46 |
| 10                | Lucie Sekanová        | Chéquia       | 20:47 |
| 11                | Patricia Laubertie    | França        | 20:47 |
| 12                | Natalya Vlasova       | Rússia        | 20:47 |

Equipe
| Posição           | Equipe                                                              | Pontos |
| ----------------- | ------------------------------------------------------------------- | ------ |
| Medalha de ouro   | Reino Unido · Pallant · Gray · Emily Pidgeon · Sarah Waldron        | 47     |
| Medalha de prata  | Rússia · Gorbunova · Vlasova · Lyudmila Lebedeva · Alfiya Khasanova | 49     |
| Medalha de bronze | Ucrânia · Nosenko · Pogorielska · Olga Skrypak · Lyudmyla Kovalenko | 65     |
| 4                 | Espanha                                                             | 94     |
| 5                 | Alemanha                                                            | 107    |
| 6                 | Portugal                                                            | 117    |
| 7                 | França                                                              | 118    |
| 8                 | Polónia                                                             | 194    |

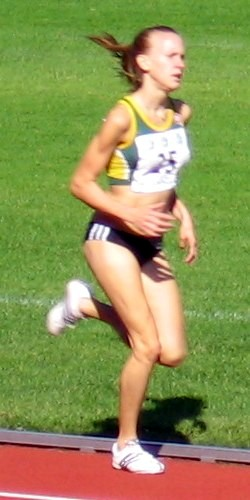
Sandra Eriksson, da Finlândia, foi a sexta na categoria sub-23.

- Totais: 65 participantes, 64 iniciantes, 61 finalistas, 8 equipes.

### Júnior masculino 6070 m
Individual
| Posição           | Atleta                 | Nacionalidade | Tempo |
| ----------------- | ---------------------- | ------------- | ----- |
| Medalha de ouro   | Abdelaziz Merzougui    | Espanha       | 18:07 |
| Medalha de prata  | Nemanja Cerovac        | Sérvia        | 18:07 |
| Medalha de bronze | Rui Pinto              | Portugal      | 18:09 |
| 4                 | Ivan Strebkov          | Ucrânia       | 18:09 |
| 5                 | Sondre Nordstad Moen   | Noruega       | 18:16 |
| 6                 | Andrey Rusakov         | Rússia        | 18:18 |
| 7                 | Jesper van der Wielen  | Países Baixos | 18:19 |
| 8                 | Sándor Szábo           | Hungria       | 18:23 |
| 9                 | Marek Kowalski         | Polónia       | 18:25 |
| 10                | Ryan Saunders          | Reino Unido   | 18:27 |
| 11                | Romain Collenot-Spriet | França        | 18:31 |
| 12                | Shane Quinn            | Irlanda       | 18:31 |

Equipe
| Posição           | Equipe                                                                 | Pontos |
| ----------------- | ---------------------------------------------------------------------- | ------ |
| Medalha de ouro   | Reino Unido · Saunders · Jonathan Hay · John McDonnell · Andrew Combs  | 62     |
| Medalha de prata  | Portugal · Pinto · Emanuel Rolim · José Costa · Nuno Santos            | 74     |
| Medalha de bronze | Rússia · Rusakov · Victor Saenko · Ilgizar Safiulin · Nikolai Lialikov | 85     |
| 4                 | França                                                                 | 88     |
| 5                 | Irlanda                                                                | 120    |
| 6                 | Ucrânia                                                                | 130    |
| 7                 | Espanha                                                                | 145    |
| 8                 | Bélgica                                                                | 155    |

- Totais: 104 inscritos, 104 entradas, 99 finalistas, 17 equipes.

### Júnior feminino 3970 m
Individual
| Posição           | Atleta               | Nacionalidade | Tempo |
| ----------------- | -------------------- | ------------- | ----- |
| Medalha de ouro   | Charlotte Purdue     | Reino Unido   | 12:42 |
| Medalha de prata  | Amela Terzić         | Sérvia        | 12:59 |
| Medalha de bronze | Emelia Gorecka       | Reino Unido   | 13:00 |
| 4                 | Gulshat Fazlitdinova | Rússia        | 13:03 |
| 5                 | Corrina Harrer       | Alemanha      | 13:08 |
| 6                 | Zenobie Vangansbeke  | Bélgica       | 13:09 |
| 7                 | Ciara Mageean        | Irlanda       | 13:16 |
| 8                 | Ioana Doaga          | Roménia       | 13:18 |
| 9                 | Lily Partridge       | Reino Unido   | 13:19 |
| 10                | Annabel Gummow       | Reino Unido   | 13:19 |
| 11                | Gesa Krause          | Alemanha      | 13:22 |
| 12                | Kate Avery           | Reino Unido   | 13:24 |

Equipe
| Posição           | Equipe                                                                | Pontos |
| ----------------- | --------------------------------------------------------------------- | ------ |
| Medalha de ouro   | Reino Unido · Purdue · Gorecka · Partridge · Gummow                   | 23     |
| Medalha de prata  | Alemanha · Harrer · Krause · Maya Rehberg · Jannika John              | 53     |
| Medalha de bronze | Roménia · Doaga · Mirela Lavric · Anca Maria Bunea · Dana Elena Login | 64     |
| 4                 | Turquia                                                               | 99     |
| 5                 | Bélgica                                                               | 103    |
| 6                 | Itália                                                                | 128    |
| 7                 | Espanha                                                               | 149    |
| 8                 | Portugal                                                              | 165    |

- Totais: 76 inscritos, 75 entradas, 74 finalistas, 11 equipes.

## Quadro de medalhas
| Ordem | País        | Medalha de ouro | Medalha de prata | Medalha de bronze | Total |
| ----- | ----------- | --------------- | ---------------- | ----------------- | ----- |
| 1     | Reino Unido | 4               | 1                | 2                 | 7     |
| 2     | Portugal    | 2               | 2                | 3                 | 7     |
| 3     | França      | 2               | 2                | 0                 | 4     |
| 4     | Espanha     | 1               | 2                | 3                 | 6     |
| 5     | Turquia     | 1               | 1                | 0                 | 2     |
| 6     | Ucrânia     | 1               | 0                | 1                 | 2     |
| 7     | Irlanda     | 1               | 0                | 0                 | 1     |
| 8     | Sérvia      | 0               | 2                | 0                 | 2     |
| 9     | Rússia      | 0               | 1                | 2                 | 3     |
| 10    | Alemanha    | 0               | 1                | 0                 | 1     |
| 11    | Roménia     | 0               | 0                | 1                 | 1     |
| Total | Total       | 12              | 12               | 12                | 36    |